# 中国—乍得关系
中国—乍得關係，是指歷史上的中國和乍得、以至中华人民共和国和乍得共和国之間的雙邊關係。中华人民共和国和乍得于1972年首次建交；1997年，乍得宣布承认中华民国，因此中华人民共和国断绝兩國双边关系。其後，乍得结束与中华民国的外交关系并承认一个中国政策，因此中华人民共和国和乍得的双边关系于2006年8月復交。乍得與中华人民共和国复交後，兩國的合作关系迅速发展，兩國之間的政治互信日增。断交期间，中国对乍得事务曾由驻喀麦隆大使馆兼辖。
中华人民共和国政府支持乍得政府为了维护国家主权以及发展经济而作出的努力。同時，乍得共和国政府承认一个中国，認為台湾是中国领土不可分割的一部分，也承认中华人民共和国政府是唯一合法代表全中国的政府；中华人民共和国政府对乍得政府的这個立场表示赞赏。時任乍得总理优素福·萨利赫·阿巴斯曾表示，乍得满意該國與中國关系的顺利发展，对兩國的合作寄予厚期望；時任中華人民共和國駐乍得大使王英武指中国政府珍重兩國的友谊，愿意与乍得共同巩固和发展兩國合作。2024年9月3日，两国建立战略伙伴关系。

## 經貿關係
中国與乍得於1987年開始經貿互利合作，當時兩國已断绝双边关系；中国向乍得提供经濟援助，協助該國恢复水稻垦区、以及建造医院和坦克維修厂等。乍得與中华人民共和国复交后，兩國继续推进农业、基建、能源等领域上的合作；中国企业曾在乍得承包机场跑道和住房项目，而中国亦繼續援建乍得的基础设施、提供醫療和農業培训。截至2014年11月，中华人民共和国是乍得最大援助国之一。
於2012年，兩國的双边贸易總额為3.93亿美元，其中中国到乍得的出口總额為1.73亿美元，乍得到中国的出口總额為2.21亿美元；中国出口电子器材、茶叶、纺织品等到乍得，而乍得主要出口石油到中国。目前，乍得有约50家中国企业，包括中石油分公司、中工國際工程股份有限公司、中國海外集團有限公司等；中國电信企业华为和中兴通讯正与乍得的电信企业合作。
2014年中，乍得政府高層向外界表示，該國已决定取消中石油在乍得的勘探许可，并以「中国公司」（原文如此）拒绝繳交罚款為由，将争议诉诸国际商会仲裁院；乍得恩贾梅纳的初审法庭对「中国公司」提出诉讼，指該公司「破坏环境、危害他人生命」，而乍得政府秘书长指此纠纷不影响兩國关系。

## 文化關係
中華人民共和國駐乍得大使胡志強曾指，中国與乍得會在经贸以外的领域开展合作；胡志強同時提到两国将签署文化协定，启动文化、教育、新闻、体育、旅游等範疇的交流，藉提升两国之間的人文交流。乍得高等教育及科研部长塔伊索曾高度评价兩國在各领域的合作成果，希望能進一步加强两国在文教領域的合作，通过人文交流來推动乍得的发展。
乍得學府恩贾梅纳大学設有中文系，中華人民共和國曾派出汉语教师前往教學；該校校長表示，校方愿意加强与中方在普及汉语文化等领域上的合作，藉以增进兩國友谊。中國驻乍得使馆曾向乍得3所學校送赠课室桌椅，中國政府也曾送赠乍得政府一些体育物资。

## 外部連結
- 中华人民共和国驻乍得共和国大使馆官方网站（简体中文）（法文）
  - 中华人民共和国驻乍得共和国大使馆经济商务处官方网站（简体中文）